# Holcencyrtus gonzalezi
Holcencyrtus gonzalezi är en stekelart som beskrevs av Trjapitzin 1998. Holcencyrtus gonzalezi ingår i släktet Holcencyrtus och familjen sköldlussteklar. Inga underarter finns listade i Catalogue of Life.